# Brigitte Steden
Brigitte Steden (Wuppertal, 16 de marzo de 1949-Bochum, 14 de abril de 1999) fue una deportista alemana que compitió para la RFA en bádminton. Ganó una medalla de bronce en el Campeonato Europeo de Bádminton de 1972 en la prueba de dobles mixto.

## Palmarés internacional
| Campeonato Europeo | Campeonato Europeo  | Campeonato Europeo | Campeonato Europeo |
| Año                | Lugar               | Medalla            | Prueba             |
| ------------------ | ------------------- | ------------------ | ------------------ |
| 1972               | Karlskrona (Suecia) | Medalla de bronce  | Dobles mixto       |